# Acords de Bicesse
Els acords de Bicesse, també coneguts com els acords d'Estoril, disposaven una transició a democràcia multipartidista a Angola sota la supervisió de la missió UNAVEM II de les Nacions Unides. El president José Eduardo dos Santos del MPLA i Jonas Savimbi d'UNITA signaren l'acord a Lisboa el 31 de maig de 1991. UNITA va rebutjar els resultats oficials de les eleccions presidencials de 1992 com a tergiversades i renovà  a seva guerra de guerrilles.

## Negociació
UNITA i el govern d'Angola van començar sis rondes de negociacions a l'abril de 1991. El govern portuguès representat pel canceller José Manuel Barroso va fer de mitjancer en la discussió, mentre que els funcionaris dels EUA i la Unió Soviètica observaven.

## Termes del tractat
El govern d'Angola i UNITA van formar la Comissió Conjunta de Verificació i Supervisió i la Comissió Conjunta sobre la formació de les Forces Armades Angoleses. La CCVS va supervisar la reconciliació política mentre que la segona supervisava l'activitat militar. Els acords van tractar de desmobilitzar els 152.000 combatents actius i integrar les restants tropes del govern i els rebels d'UNITA en les Forces Armades d'Angola de 50.000 efectius (FAA). Les FAA consistirien en un exèrcit nacional amb 40.000 soldats, 6.000 a la marina, i 4.000 a la força aèria. Les eleccions pluripartidistes supervisades per les Nacions Unides se celebraren el setembre de 1992.

## Implementació
Mentre que l'ONU va declarar que les eleccions presidencials havien estat en general "lliures i justes", va continuar la lluita. 120.000 persones van morir en els primers divuit mesos següents a les eleccions de 1992, gairebé la meitat del nombre de víctimes dels anteriors setze anys de guerra. El protocol de Lusaka de 1994 va reafirmar els acords de Bicesse.